# 高橋秀俊
高橋 秀俊（たかはし ひでとし、1915年1月15日 - 1985年6月30日）は、日本の物理学者。日本のコンピュータのパイオニア。理学博士（東京大学）。東京大学名誉教授。文化功労者。正四位勲二等旭日重光章に叙される。東京府豊多摩郡代々幡村（現・東京都渋谷区代々木）生まれ。
父の高橋穣は、心理学者・倫理学者で東北帝国大学教授や学習院大学教授を務めた。心理学者・元良勇次郎の孫。船舶工学者・元良誠三の従兄。

## 来歴・人物
1937年に東京帝国大学（現・東京大学）理学部物理学科を卒業し、助手に就任。1942年に助教授に、1957年に教授に昇任した。
早くから電磁気学、特に回路論的思考を深く身につけ、分野にとらわれない自由な発想で数多の卓越した研究を行った。中でも1942年の「1次元系では相転移現象は起こらない」ことの簡潔明瞭な証明は周囲に深い感銘を与え、また、1944年にチタン酸バリウムが強誘電体であることを指摘して、その後の日本の強誘電体研究進展の口火を切ったことは著しい。その後、戦後にまで引き続いて、強誘電体、熱雑音などで大きな仕事をした。
その一方で、戦後、システム理論、制御理論などに関心をもつとともに、保守の大変な真空管を使わぬコンピュータ作成に思索を巡らせていた。1954年、門下の大学院生であった後藤英一がパラメトロンを発明するや、それを用いてのコンピュータ実現の準備を進め、1957年からは研究室をあげて製作に取り組み、1958年3月に、日本で初めて安定動作できるコンピュータのパラメトロン計算機第1号であるPC-1を完成した。それ以降、コンピュータのソフトウェアの研究にも力をそそぎ、和田英一など門下生からソフト、ハードの両面で多数の傑出した人材を生み出し、日本のコンピュータ発展の基礎を築いた。また、現場で役立つ「実数学」を標榜して、数値計算の分野でも、素数を法とした多倍長整数の計算法、FFT（高速フーリエ変換）、二重指数関数型数値積分公式などの研究成果を挙げた。
東京大学に大型計算機センター（1965年設置。現東京大学情報基盤センター）が設置された際には、初代所長に就任して計算機センターのあり方の基本の構築に力をつくした。1975年に東京大学を定年退官すると同時に慶應義塾大学に移り、物理学科の新設に力を注いだ。
また、物理学者仲間7名でロゲルギストと称した同人を結成した。その初期の変転は記録の残されていない時期もあるが、やがて、物理現象を始めとする幅広い話題について議論を交わし、その結果をふまえて順次交代で執筆された含蓄に富んだエッセイは、『自然』（中央公論社）に連載され、再録版である岩波からの単行本「物理の散歩道」シリーズ及び中公からの「続・物理の散歩道」シリーズ（2018年現在は、岩波からの新装版と、ちくま学芸文庫版がある）として親しまれている。

## 家族
- 父・高橋穣（1885-1968）は、和田村 (香川県)出身、東京帝国大学哲学科で元良勇次郎に師事、同大教授、成城大学学長などを務めた。[1][2]
- 母・静（1891-） ‐ 元良勇次郎の娘。津田英学塾出身。[2]
- 妻・滋子（1923-） ‐ 酒井鶴之助の二女。滋子の母方祖父に末弘厳石、母方伯父に末弘厳太郎
- いとこ・元良誠三 ‐ 母の兄・元良信太郎の子
- いとこ・大平昌彦 ‐ 母の姉の子

## 経歴
- 1934年 - 武蔵高等学校卒業
- 1937年
  - 東京帝国大学理学部物理学科卒業。
  - 東京帝国大学理学部助手に就任。
- 1942年 - 東京帝国大学理学部助教授に就任。
- 1957年
  - 4月 - 東京大学より理学博士の学位を取得、論文の題は「熱的ゆらぎの一般理論」。
  - ?月 - 東京大学理学部教授に就任。
- 1963年 - 情報処理学会副会長に就任。
- 1964年 - 東レ科学技術賞受賞。
- 1965年 - 東京大学大型計算機センター初代所長(教授と兼任)に就任。
- 1969年 - 情報処理学会会長に就任。
- 1975年
  - ?月
    - 東京大学名誉教授、慶應義塾大学工学部教授に就任。
    - 紫綬褒章を受章。
- 1979年 - プログラミング・シンポジウム委員長に就任。
- 1980年
  - ?月
    - 慶應義塾大学工学部客員教授に就任。
    - 文化功労者に選ばれる。
- 1985年 - 死去。叙正四位、叙勲二等授旭日重光章。

## 著書
- 茅誠司, 山内恭彦, 平田森三, 蓮沼宏, 木原太郎, 高橋秀俊, 霜田光一『高等学校物理 : 全 : 教授資料』好学社、1952年。
- 高橋秀俊『振動と回路』5B（合綴）、岩波書店〈岩波講座現代物理學〉、1954年。
- 高橋秀俊『電子計算機』5E（合綴）、岩波書店〈岩波講座現代物理學〉、1955年。
- 高橋秀俊『サイバネティックス』D-2、みすず書房〈経営数学〉、1957年。
- 高橋秀俊『計算機械』10号、岩波書店〈岩波講座現代応用数学〉、1958年。
- 高橋秀俊『電磁気学』3号、裳華房〈物理学選書〉、1959年。
- 西山敏之, 高橋秀俊, 藤村靖『演習数理物理学・線型物理学』5号、共立出版〈現代物理学演習講座〉、1960年。
- Hidetoshi Takahashi and Kiyasu-Zen'iti (ed.) (1960), Parametron, Parametron Institute
- 高橋秀俊『双対と類推』A-2、共立出版〈電子・通信工学講座〉、1960年。
- 高橋秀俊編『回路 : 大学演習』裳華房、1962年。
- 三浦功, 菅浩一, 俣野恒夫, 山内恭彦, 小谷正雄, 高橋秀俊『放射線計測学』7号（修正）、裳華房〈物理学選書〉、1962年。
- 高橋秀俊, 吹田徳雄共編『エネルギー変換論』ラテイス、1964年。
- 高橋秀俊『線形集中定数系論』6号、岩波書店〈岩波講座基礎工学〉、1968-1971。
- 高橋穣著, 高橋秀俊ほか編『高橋穣小論集』高橋秀俊、1968年。
- 高橋秀俊編『パラメトロン計算機』岩波書店、1968年。
- 高橋秀俊『線形分布定数系論』7号、岩波書店〈岩波講座基礎工学〉、1968年。
- 高橋秀俊編『医学・生物学のための基礎物理学』裳華房、1969年。
- 高橋秀俊『電子計算機の誕生』273号、中央公論社〈中公新書〉、1972年。
- 高橋秀俊『数理の散策』日本評論社、1974年。
- 高橋秀俊, 南雲仁一, 伊理正夫編『システムサイエンスシリーズ』産業図書、1974-78。
- 高橋秀俊『数理と現象』岩波書店、1975年。
- 高橋秀俊『エネルギー基礎工学』2号、オーム社〈総合エネルギー講座 / エネルギー変換懇話会編〉、1979年。
- 高橋秀俊『コンピューターへの道』文芸春秋、1979年。
- 高橋秀俊編『医学・生物学のための基礎物理学』（新）裳華房、1981年。
- 高橋秀俊『情報科学の歩み』1号、岩波書店〈岩波講座情報科学〉、1983年。
- 高橋秀俊, 太田時男『現代エネルギー基礎論』オーム社、1984年。
- 高橋秀俊, 藤村靖『高橋秀俊の物理学講義 : 物理学汎論』丸善、1990年。ISBN 4621035053。

## 訳書
- N. F. Mott, R. W. Gurney 著、落合麒一郎, 高橋秀俊, 高木豊 訳『イオン結晶論』丸善出版、1945年。
- バークレー 著、高橋秀俊 訳『人工頭脳』みすず書房、1957年。
- ドナルド・G.フィンク 著、高橋秀俊, 石田晴久 訳『電子計算機と人間 : 人工知能の出現』19号、河出書房新社〈現代の科学〉、1969年。
- Frank S. Crawford, Jr. 著、高橋秀俊監 訳『波動』3 (上, 下)、丸善〈バークレー物理学コース〉、1973-1973。
- J.フォンノイマン著 ; A.W.バークス編補 著、高橋秀俊監 訳『自己増殖オートマトンの理論』岩波書店、1975年。